# Twinstead
Twinstead är en by och en civil parish i Braintree i Essex i England. Orten har 165 invånare (2001). Den har en kyrka.